# ロウきゅーぶ!
『ロウきゅーぶ！』（RO-KYU-BU!）は、蒼山サグによる日本のライトノベル作品。イラストはてぃんくるが担当している。電撃文庫（アスキー・メディアワークス）より2009年2月から2015年7月まで刊行された。2015年10月時点でシリーズ累計部数は243万部を記録している。
メディアミックスとして、2010年から2017年まで『電撃G'sコミック』、『電撃G's Festival! COMIC』にてコミカライズ版が連載。2011年4月にドラマCDが発売され、同年7月から9月までテレビアニメ版が放送された。また、テレビアニメ第2期『ロウきゅーぶ！SS』が2013年7月から9月まで放送された。
所属していたバスケットボール部が部長の不祥事で一年間休部となってしまった後、やることが見つからないまま、叔母の紹介から小学校の女子バスケットボール（ミニバスケットボール）部でコーチをすることになった男子高校生を主人公として、部員である小学生のヒロインたちとの交流や成長を描く。美少女キャラクターの魅力を描いた「萌え」の要素と、シリアスなスポーツの描写を盛り込むスポ根の要素を融合させた作風となっている。

## あらすじ
バスケ好きの高校生・長谷川昴は、スポーツ推薦で進学し七芝高校バスケ部に入部したが、部長のロリコン疑惑が原因で、入部早々に1年間の部活動停止という憂き目に遭ってしまう。行き場をなくし日々所在なく過ごしていた昴だったが、小学校で教師をしている叔母篁美星の強引な誘いから、叔母の教え子である慧心学園女子バスケットボール部の臨時コーチを引き受けることになった。
当初は女子小学生達が相手の慣れない環境に戸惑う昴だったが、やがて女子バスケ部が体育館の使用権を巡って同校の男子バスケ部との間にトラブルを抱え、部の存続を賭けた試合を控えていることを知る。湊智花をはじめとする女子バスケ部員の過去の事情と、彼女らのバスケに対する想いに真正面から向き合ったことで、昴自身もバスケに対する情熱を取り戻し、それぞれの想いを守るために積極的に活動を進めていく。
男子バスケ部との対決を経た後、昴は正式なコーチに就任し、より彼女達との交流を深めていくことになる。一方、高校生が小学生に恋愛感情を抱くことはロリコンのそしりを免れない禁忌であるという前提の中、昴に好意を抱いた智花との恋模様やハプニングの数々も描かれていく。
慧心女バス部の面々は、小学生ゆえの吸収力と成長力、昴の観察眼、判断力、指導力、そして練習試合などによってどんどん成長していく。だが小学生によるミニバスで公式試合に出るには、10人のメンバーが必要であり、6年生の5人によって構成されていた慧心女バス部は、公式試合に出ることができなかった。その後紆余曲折の末、慧心学園に5年生による女バス部が設立され、6年生に勝負を挑んでくる。だが指導者もいない急造の5年生では、6年生チームの相手にはならなかった。昴は、5年生チームが力を伸ばせば6年生チームの良いライバルになって互いに刺激となり、さらにチームがひとつになれば10人になって公式試合に出られるかもしれないと考える。そこで5年生チームのコーチを、自分の幼馴染みにして同級生であり、中学時代に部活で女バスチームにいた荻山葵に頼み、再戦の機会を作る。
その後6年生チームと5年生チームの試合が行われ、5年生チームは惜敗。その後5年生メンバーの中でも6年生チームに合流するのを渋っていた子たちも、ある事件を境にして6年生チームに合流。こうして慧心女バス部は10人となり、公式仕合に出ることができるようになった。また葵も昴と共にコーチを継続してくれることになり、慧心女バス部はさらに力をつけていく。
そしてミニバスの全国大会が行われることになり、慧心女バス部も参加。初戦の対戦相手は、以前6年生チームが練習試合で惜敗した硯谷女学園だった。そのリベンジを果たすため、慧心女バス部は仕合に挑む。同時に6年生にとっては、これが最初で最後の公式戦、公式大会だった。
この試合で慧心はまたも残念ながら惜敗してしまうが、6年生も含めて皆、これからもバスケを続けていくと宣言し、昴はずっと自分たちのコーチだという。一方で美星は、昴のあとを引き継いで慧心女バス部のコーチになるべく昴に特訓を受ける。七芝男子バスケ部の休部期間はあけようとしており、昴は選手として復帰することを決意。また昴を支えようと男子バスケ部のマネージャーになるつもりだった葵は、七芝女子バスケ部キャプテンの猛烈な勧誘と説得を受け、男子バスケ部のマネージャーと女子バスケ部の選手を兼任することを決める。昴の家には中学の制服を着た智花がやってきて、これからもこうやって昴のもとを訪れ、バスケの相手をしてもらっていいかと尋ねる。

## 登場人物
声優はテレビアニメ版、ドラマCD版、ゲーム版共通。

### 主人公
長谷川 昴（はせがわ すばる）
声 - 梶裕貴
本作の主人公。七芝高校1年10組。バスケはプレーするのも見るのも教えるのも好きな根っからのバスケ好き。童顔で中性的な顔立ちをしており、美星からは「ショタの性対象のような顔立ち」と言われている。学園祭でやむなく女装させられた際は、誰も言われるまで正体に気付かないどころか、男女問わず羨望の目で見られていた。原作イラストでは素顔が描かれていないが、漫画版ならびアニメでは素顔が描かれている。誠実で面倒見がよく、頼まれたら断れないという好人物で、バスケの練習以外でも女バスメンバーから寄せられる様々な相談事に乗るため、メンバーからは深く慕われている。しかし自分の身を顧みずに他者の世話を焼く傾向があり、この点はバスケが絡むと特に顕著で、結果的に自身の状況を危うくしてしまいうまく立ち回れなくなってしまう一面がある。個人が実力でチームを引っ張るのでなく仲間が力を合わせてチームを活かすプレイスタイルに重きを置き、策や搦手を駆使して勝つことを好む。理論派で練習メニューやゲームメイクは科学的根拠に基づいており、相手チームの研究をする際も資料や映像を徹底的に観て作戦を立てる。
中学時代は「桐原中の知将」の異名を持ち、シュート決定率もさることながら卓越した戦術眼と類稀なるゲームメイク能力で、1回戦敗退常連の弱小校だった桐原中男子バスケ部を僅か3年で県準優勝までのし上げ、県屈指のバスケ選手として名を轟かせた。ただし、身体能力がずば抜けて優れているわけではないのでバスケ以外の運動もまんべんなく得意としているわけではない。またバスケのことを考え出すと学業などが疎かになりがちで、成績は良い方ではない。かなりの口下手であり、それに加えて何事もバスケを基準に物事を考える、自他共に認める「バスケ脳」であるため、微妙にデリカシーが無かったり、勘違いをさせたりする発言をしてしまうことが多々ある。友人達からは「バスケ以外はどうしょうもない人」という評価を受けている。
異性から寄せられる好意に鈍感な一面を持ち、同年代の女子は恋愛対象に含まれず「選手であるか、ないか」で二分化されてしまっているらしい。

### 慧心学園
小学校から大学までエスカレータ式の私立学校。初等部と中等部は美南市の郊外に設置されており、生徒はスクールバスを利用して通学する。作中に登場するのは主に初等部に属する生徒とその教師である。

#### 女子バスケットボール部
真帆が5年生のときに転校生の智花と共に友人を誘って設立された部。体育館使用権の関係で活動日は月・水・金。当初は部員同士で試合をするのみで基礎練習をせず遊んでいる状態だったため、活動不十分とされ存続危機だったところに昴が臨時コーチを務めることとなり、部の存続を賭けた男女対抗戦で勝利を収め存続が決定した。
湊 智花（みなと ともか）
声 - 花澤香菜
本作のヒロインの一人。慧心学園初等部6年C組。女バス設立時はチーム唯一のバスケ経験者。背番号は4。ポジションはSF（スモールフォワード）（1巻）→PG（ポイントガード）（2、3巻）→SG（シューティングガード）。髪型はシャギーの入ったショートカットで片側の髪をリボンで結び、左目の下に泣きボクロがある。普段は礼儀正しく穏やかで控えめな性格だが、コートの上ではまるで別人のように負けず嫌いで攻撃的なプレイヤーへと変貌し、昴から「プレーの節々にバスケへの情熱があふれ滴っている」と評されている。小柄で線の細い印象とは裏腹に反射神経・動体視力を含む身体能力全般が非常に高く、運動神経の優れた女バスメンバーの中でも突出している。スピードやテクニックでは高校生の葵が相手でも引けをとらず、小学生としては規格外の実力の持ち主。ミドルレンジからのワンハンドジャンプシュートを得意とし、その流麗なフォームは女子バスケ部設立や昴がバスケへの情熱を取り戻す切っ掛けにもなっている。
元々はアグレッシブなプレイスタイルのスコアラーだったが、チームで唯一の経験者のため、球技大会や葵戦ではポイントガードを務め仲間を活かす技術を身につけ、その後はシューティングガードを基点としてフォワードとガードを臨機応変に切り替えるオールラウンドプレイを可能とする、ポイントフォワードとして優れた能力を持つユーティリティプレイヤーに成長した。技術も判断力もメンバーの中でトップであるが、他の4人に恩義を感じているためか試合中にもそれが現れて遠慮がちになり、自分の意思を制してしまうことがあるため却ってチームの良さを損ねてしまう時がある。
自分たちの居場所を守ってくれた恩人である昴に対して深い敬意と恋愛感情を抱いており、普段の会話でもそれが見て取れるため、そのことを知る女バスメンバーからはからかわれたり、応援されたりしている。しかしその想いも昴が異性の好意に鈍感なことと、自身の照れ屋な部分により後一歩を踏み出せないために上手く伝わっていない。昴が他の異性を気に掛けている姿を見ると頬を膨らませるというヤキモチ焼きな一面を見せる。家では両親から日本舞踊や茶道の稽古を受けている。
命名ブームが終わった後に転校してきたので二つ名はなかったが、12歳の誕生日に昴から「雨上がりに咲く花（シャイニー・ギフト）」の二つ名を贈られた。
2011年9月に行われた、電撃オンラインによるキャラクター人気投票では第1位を獲得した。
三沢 真帆（みさわ まほ）
声 - 井口裕香
本作のヒロインの一人。慧心学園初等部6年C組。背番号は5。ポジションはPF（パワーフォワード）。大きな瞳と栗毛のツインテール、そして八重歯がトレードマーク。物怖じしない天真爛漫な性格でチームのムードメーカー存在。そして智花にとっては慧心学園転入後に初めて出来た心許せる友人である。コーチに就任したばかりの昴を、部員全員でメイド服を着て出迎えるなど突飛な思いつきで周囲を振り回すトラブルメーカーだが、友達想いであるためなんだかんだで女バスメンバーからは頼りにされている。その性格から「打ち上げ花火（ファイヤー・ワークス）」の二つ名を羽多野に命名される。性格とは裏腹に暗闇や怪談の類が大の苦手という側面があり、停電になった際はパニックを起こして昴に抱きつき、球技大会の合宿の時には大量のペンライトを用意していた。人にあだ名をつけるのが得意で、初対面の相手でもあだ名で呼ぶが、幼馴染の紗季、夏陽のみ名前で呼んでいる。
運動神経は抜群で飲み込みが早く何でも器用にこなせるものの、その器用さゆえに飽きっぽい性格で興味対象が変わりやすく、様々なものに挑戦してはすぐに辞めることを繰り返していた。だがバスケに対しては真摯に向き合っており、男女対抗戦前に昴から習ったシュートの練習を朝晩200本ずつ行うことを日課としている。智花のプレイに魅せられてバスケを始めているため、彼女のプレイを尊敬している節があり、自身のシュートフォームには智花のフォームの意匠が込められている。
体幹のバネの強さと駿足に加え豊富な運動量、そして粘り強さと部内一の諦めの悪さから昴には「生粋のフォワード」と評されている。重要な局面で勝負強さを発揮するクラッチ・シューターでシュートの決定率は智花に次いで高い。しかし長所ともいえる勝気さが災いし、挑発に乗せられやすい上にミスを引きずりやすく試合全体を通じてのメンタル・コントロールに難がある。
学校の勉強は余り熱心でなく、普段の宿題も他のメンバーに写させてくれるように頼んだり、毎年夏休み終盤になると紗季に宿題を手伝ってくれるようにSOSを出したりして泣きついている模様。父親の風雅が世界的に有名なファッションデザイナーであるため、よく女バスメンバーに服をプレゼントしている。
2011年9月に行われた、電撃オンラインによるキャラクター人気投票では第3位。
永塚 紗季（ながつか さき）
声 - 日笠陽子
本作のヒロインの一人。慧心学園初等部6年C組。背番号は6。ポジションはSG（シューティングガード）（1巻）→PG（ポイントガード）。腰まで届く長い三つ編と眼鏡が特徴だが、バスケをする時は真帆から贈られた度付きのアイガードを着用し、髪型もカチューシャで後ろに撫で付けたストレートヘアに変える。さばさばとした性格のしっかり者で、クラスでは委員長を務め「氷の絶対女王政（アイス・エイジ）」の二つ名で怖れられている。バスケ部でも皆のまとめ役を担い、普段から昴の気が回らない部分をフォローしている。低学年までガールスカウトに所属しており、硯谷での親善合宿でキャンプを行った際には率先してテントの設営を行った。
運動能力は智花や真帆ほどではないが充分に高い。ポイントガードとしての適性は智花よりも上で「生粋の司令塔」と昴から評されている。昴が課した地道な反復練習を音を上げずに取り組むなど、粘り強い一面を持つ。
精神面はチームで最も大人びているが、真帆と張り合ったり、大人ぶって興味のないフリをしながら遊びに参加したりするなど、根の部分は歳相応。恋愛に関しては耳年増で、智花や他のメンバーの昴に対する出来事をからかっているが、自分がからかわれることに対しては耐性がないらしく、自分絡みだと赤面したり狼狽していることが多い。また自身も昴に対して好意を抱いているようであるが、智花に遠慮して表に出さないようにしている。
真帆とは同じ病院で一日違いで産まれた幼馴染で、ことあるごとに言動をたしなめたり、ブレーキ役に回ることが多い。昴の気を引くために「水着エプロン」を思いつくなど、時折真帆並みに突飛な発想に行き着くこともある。
読書家であり、実家の自室には沢山の本が入った本棚で囲まれている。密かにBL物にも興味を持っている。実家はお好み焼き屋のため粉モノに強いこだわりを持ち、お好み焼きなどを作る際には一人ですべてを取り仕切る「鉄板奉行」ぶりを見せる。
2011年9月に行われた、電撃オンラインによるキャラクター人気投票では第5位。
袴田 ひなた（はかまだ ひなた）
声 - 小倉唯
本作のヒロインの一人。慧心学園初等部6年C組。背番号は8。ポジションはPG（ポイントガード）（1巻）→SF（スモールフォワード）。膝まで届く緩いウェーブのかかったロングヘアで、いつも笑顔を絶やさず保護欲をかきたてるような儚げな印象を与える。性格はマイペースでやや天然。外見や口調などの幼い印象に反して内面的には達観していて大人びた面もあり、責任感が強く、真帆を窘めたり、かげつに対して姉としての威厳をきちんと示すなど、言うべきことはきちんと言い、昴も舌を巻くほどの器の大きさを垣間見せることがある。クラスの男子の半数が彼女に好意を持っていると噂されるほどの人気を持ちながら恋愛とは無縁の純朴さを形容して「無垢なる魔性（イノセント・チャーム）」の二つ名を羽多野から与えられた。絵を描くことと学校の動物達と遊ぶことが趣味で、特に絵の腕前は他のメンバーから絶賛されている。
元々運動は苦手で、当初は基礎体力不足のため練習について行けずシュートもゴールに届かなかった。しかし、他のメンバーよりも運動能力が劣ることを自覚しており、必死に追いつこうと自主練習に励む努力家の一面を持つ。毎朝行う走りこみの成果もあって基礎体力はかなり向上している。その成長ぶりは昴からもアスリートであると認められている。試合中に相手のマークが外れてフリーになることが多く、相手チームの隙をついてシュートを決めることが多い。
やれば楽しくなると真帆から教えられた「おー」が口癖。昴には最初からべったり甘えているが、昴が沈んでいるときには元気づけようとしている。真帆とコンビを組むことが多く、彼女の思いつきに積極的に協力している他、飼育係なども一緒にやっている。時々無自覚に際どい言動をすることが多々あり、紗季から注意を受けているが本人は余り気にしていない。
2011年9月に行われた、電撃オンラインによるキャラクター人気投票では第2位。
香椎 愛莉（かしい あいり）
声 - 日高里菜
本作のヒロインの一人。慧心学園初等部6年C組。ポジションはC（センター）。背番号は7。ボブカットに眉が太めな容姿。小学生ながら172cmの昴とほとんど変わらない長身であるが、それがコンプレックスとなって気弱で引っ込み思案な性格であり、身長のことを少しでも触れられると泣き出してしまう。背の高さから目を背けられる話は無条件で信じ込んでしまう傾向があり、筋肉をつけると背が伸びづらくなると聞いて、以前から実家のスポーツクラブのトレーニング器具を用いて自主的に身体を鍛えているため、身体能力は高い。智花と並び慧心女バスの良心的存在であり、他のメンバーが巻き起こす騒動に巻き込まれて赤面していることが多い。心優しく友達想いであるが、その反面自身を過小評価しているきらいがあり、バスケを始めたころは気弱な部分が目立っていたが、様々な出来事を経て「みんなの役に立つため強くなりたい」という気持ちが生まれ精神的に逞しくなってきており、控えめながらも自分の意志や考えを自己主張出来るようになった。
昴に対しては最初はおよび腰であったが練習の中で打ち解けて行き、その後は智花に負けないくらい尊敬をしている面を見せるようになり、現在ではメールなどで秘密裏に相談事を打ち明けられる間柄になっている。
葵と打ち解けてからは彼女の名前を頻繁に口に出したり、三沢家の別荘に遅れてやってきた時も喜ぶ姿を見せたりなど、尊敬の念を抱いている模様。幼少期の体験から顔を水に付けることすら出来ないカナヅチであり、原因を作った兄の万里とは長い間疎遠になっていた。羽多野からは「七色彩蕾（プリズマティック・バド）」の二つ名を与えられている。
2011年9月に行われた、電撃オンラインによるキャラクター人気投票では第4位。
篁 美星（たかむら みほし）
声 - 伊藤静
慧心学園初等部6年C組の担任教師で、女子バスケ部の顧問。七夕の妹で昴の叔母にあたる。23歳だが小柄な体躯と洗いざらしのロングヘアに長い八重歯が特徴の童顔な容姿で、高校生くらいに見える。性格は自由奔放で傍若無人。破天荒な行動で、幼少期から現在に至るまで昴に打撃技や関節技を仕掛けるなどして振り回しており、昴は逆らうことが出来ない。しかし、教師として自分なりの矜持を持ち合わせており、生徒達を真剣に気に掛けている。
求心力が高く生徒達から慕われているが、教師と生徒の線引きは明確にしており生徒同士の問題には必要最低限しか口を挟まず、生徒から誕生会などのイベントに呼ばれても自粛するようにしている。そのため、コーチに就任した昴に生徒たちの様々な問題を解決させようとする。
素手で備え付けのドアの鍵を粉砕したり、両手が塞がった状態で縄梯子を登ったりなどチート気味の身体能力の持ち主。パソコンの知識もそれなりにあるらしく、その技術を駆使して男バスの試合や練習風景を記録した映像を入手し昴に手渡した。現在は市内のアパートで独り暮らしをしているが、休日には姉のいる長谷川家に食事目当てで顔を出したりする。趣味はゲームで、規制の甘い海外ソフトを滞りなくプレイするため英語の勉強をして現在は英会話も行える。昴の父・銀河とはゲームにおける積年のライバルで、実の兄妹のような掛け合いを見せる。美星の外見だけを見て「綺麗」と言っただけの万里に対し、昴と葵は「（美星を）嫁にもらってくれ」と本気で言うほど、その破天荒さのため美星の結婚相手が現れるかと心配されている。
1年間という約束の昴のコーチ終了とともに、生徒にバスケを教えられるよう自身も昴に特訓を受ける。さすがに経験の差で昴にはかなわないが、持ち前の運動能力によりどんどん上達している。

#### 五年女バス
転校してきたミミが智花との勝負を求めていたことがきっかけで結成された5年生のチーム。正式な女子バスケ部所属ではなく、昴から「五年女バス」と呼ばれている。メンバー全員が女子バスケ部に対し何らかの因縁関係を持つ。選手の一人一人の能力は高いが、選手たちの個々の我が強いことと連携プレーの練習をしていないためチームプレイに難がある。
ミミ・バルゲリー
声 - 久野美咲
慧心学園初等部5年D組。背番号は10。フランス人で容姿は後ろに大きな青いリボンを結んだ銀髪と碧眼のシャープな面立ち。常に無表情で普段の会話でも感情の変化が見て取れないが、バスケをしている時は感情が表に出やすい。フランスではクラブチームに所属し、ハワイでは銀河からバスケを習っていた。年上の智花と互角に渡り合うことが出来る高い身体能力に、動きの初動を掴ませない筋金入りのポーカーフェイスと天性のスピードの持ち主で、得意技のジャブステップは、初見では銀河さえも止められなかった。両親が日本のサブカルチャー好きなこともあり、多少会話にフランス語が混ざるものの不自由なく日本語を話せるが、時折使い方を微妙に間違えた話し方をする。
竹中姉妹（たけなかしまい）
慧心学園初等部5年A組。夏陽の妹である双子の姉妹。いわゆる「お兄ちゃんっ子」であり、いつも兄にべったりしている。他人の話を聞かず、男バスの練習を見学している時も練習に支障が出るほど騒がしく、兄の夏陽が注意しても改める素振りを見せない。何年も前から夏陽とともにバスケの練習をしているが、真帆を敵視しているため女バスに入ろうとはしなかった。しかし、ミミが男バスを制圧しようと勝負を挑んでいる姿を見て新しいバスケ部を作り真帆たちに勝負を挑むことを思いつく。互いのコンビネーションによる素早いパス回しが得意だが、互いのコンビネーションに絶対の自信を持っているため熱くなるとお互いの姿しか見えなくなる傾向がある。
竹中 椿（たけなか つばき）
声 - 津田美波
夏陽の妹で柊の姉。髪の色が柊よりやや明るい。背番号は11。
竹中 柊（たけなか ひいらぎ）
声 - 洲崎綾
夏陽と椿の妹。髪の色が椿よりやや暗い。背番号は12。
袴田 かげつ（はかまだ かげつ）
声 - 瀬戸麻沙美
慧心学園初等部5年D組。ひなたの妹。背番号は9。五年女バスの中では良識派で我の強いメンバーに振り回されがち。ショートヘアの中性的な印象で姉のひなたより30cmほど背が高く、4年生の時にマラソン大会で優勝しているなど運動も得意。同級生は「さん」付けで呼び、年上に対しては「先輩」付けで呼んでおり、誰に対しても常に敬語で話す。2年生の時に自身の過失でひなたが高熱をだして倒れた過去があり、それ以降自分のほうが早く成長したこともあって姉に対して異常なまでに過保護になった。昴に対しては当初は思い込みと夏陽から聞いた話で警戒心を顕にしていたが、ひなたに窘められリレー後には落ち着いて話せるようになっている。
藤井 雅美（ふじい まさみ）
声 - 種田梨沙
慧心学園初等部5年B組。背番号は13。負けん気の強い性格。紗季の幼少期からの知り合いだが、実家のすし屋「寿し藤」が、同じ商店街にあるお好み焼き屋「なが塚」にタウン誌での人気で負けていることで紗季を一方的にライバル視しているため「幼馴染になりそこねた間柄」と言われている。球技大会などで紗季のミドルシュートを見てその対抗心からロングシュートをひたすら練習しているためシュート精度は非常に高く、3ポイントラインからでもシュートを決めることが出来る。しかしロングシュートのみに特化しているためバスケの総合的技術については初心者の域を出ていない。

#### 男子バスケットボール部
昨年度の大会で地区優勝を果たしたものの県大会の初戦で大敗。その悔しさから練習日を増やしたかったが、当時遊んでいるようにしか見えなかった女子バスケ部が体育館を使用していることに納得できず、さらに顧問同士の対立から体育館使用権や女子バスケ部の存続を賭けて勝負することになる。飛び抜けて身長の高い選手がおらず、全員が150センチ台であると劇中で評されている。
竹中 夏陽（たけなか なつひ）
声 - 寿美菜子
慧心学園初等部6年C組。男子バスケ部のキャプテン。対抗戦前に男バスを研究した昴からは点取り屋で「男バスのエース」であると評されている。ぶっきらぼうで口が悪いが、本質的にはさっぱりした面倒見のいい性格。バスケに対する情熱の強さゆえに当初は遊んでばかりで真面目に練習しない女バスを快く思っていなかった。
ひなたに恋心を抱いており、本人は誰にも気付かれていないと思っているが、紗季によればすでに公然の秘密であり知らぬ者は当人であるひなたのみである。そのような経緯からひなたが懐いている昴に敵意を持っているが、コーチとしての働きを認めている発言や智花に指導した技術を自分にも教えるように頼んだり、妥協なくバスケに取り組む彼の姿勢を評価するなど、決して毛嫌いしているわけではない。真帆、紗季とは幼馴染で低学年のころは三人でグループを作っていた。双子の妹達からは「にーたん」と呼ばれて懐かれているが本人はそのように呼ばれることを嫌っており、いつも手を焼いている。体育祭でひょんなことから「太陽王子（モンテプリンス）」という二つ名を（不本意ながら）授かることとなった。
菊池（きくち）
声 - 内山夕実
慧心学園初等部6年D組。男子バスケットボール部員。
戸嶋（としま）
声 - 平田真菜
慧心学園初等部6年D組。男子バスケットボール部員。
深田（ふかだ）
声 - 芹亜希子
慧心学園初等部6年D組。男子バスケットボール部員。
和久井（わくい）
声 - 藤田麻美
慧心学園初等部6年D組。男子バスケットボール部員。
小笠原（おがさわら）
声 - 岩崎了
慧心学園男子バスケ部の顧問兼監督。嫌味な性格で女バスを見下しており、美星たちから「カマキリ」と呼ばれて嫌われているが、指導者としては昴も認めるほど有能で男子バスケ部員からは尊敬されている。

#### 生徒
山中 尋乃（やまなか ひろの）
アニメBlu-ray・DVDの初回盤特典の「書き下ろしショートストーリー」にて登場。慧心学園初等部6年C組。新聞係でクラスで話題の女バスにインタビューを申し込む。口が達者でちゃっかりした性格。真帆や紗季とは気心の知れた間柄。絵が下手なことや腐女子なことなど紗季と共通点が多く、真帆に「キャラかぶり」と言われている。2期では新企画として悩み相談のコーナーを設け、女バス5人を最初の相談者に選んだ。

#### 教員
羽多野 冬子（はたの とうこ）
声 - 佐藤利奈
慧心学園初等部養護教諭。容姿はレイヤードのショートヘアと縁無し眼鏡をかけた物腰の柔らかい理知的な大人の女性であるが、困った意味で非常に子ども好きのいわゆる残念美人。自分の趣味のために医学部を蹴ってまで小学校の保健室を就職先に選んだ。「成人男性には興味ない」と断言しており、生徒に「直接的」なことはしないが、際どい行動や言動が多い。子どものような容姿の美星に対しても執心中で、本人曰く「合法」という理由により、夏合宿の際には彼女のベッドに忍び込むなどしているが、美星からは「残念な知り合い」「ダメ教師」と散々な言われ方をされて警戒されており、微妙な扱いになっている。冬子は勝手に昴を自分と同じ「同好の士」と思って友好的に接している。
自分の欲望に対しては忠実だが、仕事に関しては完璧にこなしており「仕事が出来なかったら間違いなく学園から叩き出されている」と昴は評している。智花が転校してくる少し前に真帆に二つ名をつけたのが発端となって二つ名を手に入れるブームが流行した際は、希望する生徒たちに二つ名を与えていた。公式戦ではチームドクターとしてベンチ入りしている。実家は温泉旅館で、父親からは結婚して跡を継ぐように言われているが本人は「天職」を離れる気は皆無。
ヤマ先生
慧心学園初等部6年D組の担任。本名不明。筋肉質な体格を持つ体育会系の教師で、おおらかな性格だが物事を考えない肉体派。

#### その他
ヌシ
声 - 最上嗣生
慧心学園初等部で飼われているヤギ。非常に大きな、威圧感のある風貌。30年前から学園の飼育小屋にいるという噂がある。一度暴れたら誰も手がつけられなくなるが、ひなたには懐いている。立派な髭を持っているが、触られると暴れだしてしまう。

### 七芝高校
昴が通う学校。東大にも卒業生を送る上位クラスの進学校で、普通科の他にも、昴が所属するスポーツ選抜者クラスが設置されている。
荻山 葵（おぎやま あおい）
声 - 伊藤かな恵
七芝高校1年3組。昴の幼馴染で、高校に入る前の小中学校の9年間ずっと同じクラスに所属していた。ポニーテールと豊満なバストとツンデレが特徴。勝気な性格で気の強さが目立つが、一方で何かと昴の世話を焼く面倒見のよさも併せ持つ。昴に対して幼馴染み以上の好意を抱いているが、彼の鈍感さとタイミングの悪さからその想いが伝わっていない。猪突猛進タイプで思い込みの激しい一面があり、些細な誤解の積み重ねから昴が紗季やひなたに好意を抱いていると思い込んで取り乱している。
女子プロレスや空手部にスカウトされるほどの我流の足技を得意としており、昴や一成を容赦なく蹴り飛ばしている。蹴りの他に打撃系や関節技も得意であり、幼少期から昴を殴り飛ばしていたらしい。バスケの他に小学生のころからぬいぐるみ収集が趣味だが、本人は恥ずかしいと思って周囲に秘密にしていたため、昴でさえ知らなかった。
中学時代は桐原中女子バスケ部のキャプテンを務め、技術面では地区大会レベルを遥かに凌駕していたが、当時のバスケ部内では最も身長が高かったため、センターを務めることになる。だが本来の適正ポジションでなかったことと（昴に「センターじゃなくF（フォワード）としてなら、お前、絶対すごい選手になる」と言われている）、センターとしては身長が低めだったため、チームの公式戦全敗の歴史を後輩達にリレーした過去を持つ。自分よりも上背の選手への対策としてフェイダウェイシュートを身に付けており、その切れ味は昴から「伝家の宝刀」と評されている。
行動原理の最優先はいつも昴のことであり、七芝高校でも女子バスケ部には入らず、男子バスケ部休部中でも昴たちが活動するため作ったバスケ同好会に参加。さらに昴の男子バスケ部復帰にあわせそのマネージャーになるつもりだったが、昴に選手復帰を勧められ、さらに葵をスカウトに来た女子バスケ部の島崎きららに「マネージャーと選手両方やればいい」と勧誘されて、男子バスケ部マネージャー兼女子バスケ部選手になることを決める。
上原 一成（うえはら かずなり）
声 - 松岡禎丞
七芝高校1年生。昴とは中学時代からの友人。ショートヘアに縁なし眼鏡をかけた平凡な容姿。東大志望のインテリで中学時代は勉強をしなくても学年一位を取っていた。デリカシーのない発言で昴や葵を怒らせて殴り飛ばされることが多いが、超えてはならない一線はしっかりと弁え、からかうような口調ながら部活動の場を失った昴を心配したり、昴の活躍が載ったタウン誌の記事を暗記したりしているなど友達思いな部分もある。バスケ同好会の結成を提案し、自身も人数合わせで参加している。そのことについては昴も密かに感謝しているが、自身の普段の発言で台無しにしてしまっているので微妙な扱いになっている。 13巻では生徒会副会長に就任。その立場から男子バスケ部活動再開のために行動する。
香椎 万里（かしい ばんり）
声 - 浜田賢二
七芝高校1年生で愛莉の兄。橋田中出身。身長195cm前後の鍛えられた体格で、中学時代は「万里の長城（グレート・ウォール）」の異名を持つ県内トップクラスのセンターとしてその名を轟かす。七芝高校に入学するも間もなくバスケ部が休部になったためバレー部に入部するが、昴たち同好会の活動を知って夏休みから参加を希望する。
妹の愛莉を心底大切に思っているが、幼いころにボートで遊んでいた時に誤って愛莉をボート上から池に突き落としてしまったことで水に対するトラウマを植え付け、さらにデリカシーの無い発言で身長に対するコンプレックスと自身に対する恐怖心を与えたため、長い間愛莉との関係がギクシャクしてしまっていた。それでも妹のことを気にしており、休部の一件もあって妹のコーチが男子高校生であることを聞いて快く思わず「どこぞの馬の骨」と呼んで敵意を持っており、昴がそのコーチと知った瞬間に彼を殴り飛ばした。
女子と会話をすることに慣れていないようで「さん」付けで呼んでおり、同好会の活動の際には姦しいメンバー二人に良いように弄られている。校内の一部では昴とのカップリングが噂されている模様。
13巻では昴とともに、男子バスケ部参加のため活動再開に動く。
水崎 新（みずさき あらた）
七芝高校3年生。名前のみ登場。男子バスケ部部長だったが、部の顧問の11歳の娘と恋仲になったことが露見して問題になり、活動停止処分を招いた上に自主退学扱いにされて七芝高校を辞めさせられ、県外へ引っ越した。中学時代に昴と対戦しており、エースでありながら仲間を自分と同等に活かすプレイは昴に大きな影響を与え、昴が七芝高校に進学するきっかけとなった人物である。
杉本（すぎもと）
七芝高校男子バスケ部の副部長。バスケ部休部の第一報を部員たちに伝えた人物。アニメ版には未登場。
島崎 きらら（しまざき きらら）
七芝高校2年生で女子バスケ部副部長。ポジションはC（センター）。180cm強の長身と中性的なルックスで、去年のミス七芝に選ばれるなど人気も高いが、実は同性に対するセクハラ大好きな困った人物。13巻では時期キャプテンに内定しており、葵の選手としての才能と巨乳の両方に注目し、彼女を選手として勧誘した。
嘉堂 定（かどう さだむ）
元七芝高男子バスケ部監督。指導方針はスパルタで、銀河いわく「サド侯爵の転生」。銀河の依頼で、休部明け以後の昴たちの指導を引き受ける。

### バスケ同好会
七芝高校男子バスケ部が1年間の活動停止処分になったことで、一成の提案で結成された非公式の同好会。活動日は週2回で、市内にある総合アミューズメント施設「オールグリーン」や市内の運動公園などのバスケコートがある場所を借りて活動をしている。
柿園 さつき（かきぞの さつき）
声 - 大亀あすか
葵の中学時代のチームメイト。でこ出しベリーショートが特徴の女子高校生。テンションが高く御庄寺と揃うと姦しく騒いで周囲を辟易させている。バスケの実力は高いが、筋金入りの練習嫌いで、中学時代に部長の葵や指導したことがある昴の手を焼かせていた模様。進学した東高のバスケ部の練習についていけず、現在は部活を辞めているが、時々昴たちの同好会に協力参加している。夏休み明けからはレギュラー参加するようになり、昴からは実入りが多い練習を出来るようになったことを感謝されているが、相変わらずの騒がしさは健在。人見知りをしないタイプで、中学時代は御庄寺と共に対戦チームと試合後に仲良くなっていたらしい。葵と昴をくっつけようと、たびたび多恵と共にお節介を焼いており、時にそれがトラブルのもとにもなっている。 智花たちに触発され、2年生からは女子バスケ部に復帰することを決意。復帰の条件として課された「毎日20キロのランニング」を、多恵とともに悪戦苦闘しつつ挑戦する
御庄寺 多恵（みしょうじ たえ）
声 - 茅野愛衣
葵の中学時代のチームメイト。中学時代のポジションはPG（ポイントガード）。そばかすとウェーブヘアが特徴的な女子高校生。柿園と同じ理由で現在は部活を辞めているが実力はあり、時々昴たちの同好会に協力参加している。夏休み明けからは柿園と同じくレギュラー参加するようになった。中学時代に自分たちが不甲斐ないせいで、実力のある葵を勝たせられなかったことを気にしており、次に彼女とチームを組む機会があれば本気でやると内緒で柿園と決めていたらしく、手を抜かずに戦った。なお、野火止姉妹とは親戚関係である。
実は同性の身体にただならぬ興味を抱いており、遊園地で女バスメンバーと行動した際は絶叫マシンで露わになる下着や腋の視姦に全身全霊を傾けていた。冗談で自分は「ガチレズ」だと発言したときは、葵もさつきも本気で信じかけた。 さつきとともに、2年生から女子バスケ部に復帰することを決意する。

### 硯谷女学園
人里離れた場所に存在する全寮制の女子校。作中では「美術館のような外観」とされている。スポーツに力を入れており、生徒は運動部への参加が必須。バスケ部は全国常連の強豪。
藍田 未有（あいだ みゆ）
声 - 伊瀬茉莉也
硯谷女学園小学部6年1組。ミニバス部のキャプテン。背番号は4。非常に高飛車な性格。男嫌いで、最悪な出会いをした昴を一方的に嫌っている。能力は高いものの気分屋で斑気が強く、弱い相手には手を抜き、勝てないと思うとあっさり諦めるなど問題のある行動も多い。5人しかいない慧心女バスを当初は「作りかけのチーム」と見下していたものの、試合を通じて認めるようになる。尊敬する人はアレン・アイバーソン。
塚田 久美（つかだ くみ)
声 - 籠瀬千恵子
硯谷女学園小学部6年生でミニバス部所属。男勝りな性格でパワー感あふれるプレーを信条としている。ポジションはC（センター）。背番号は5。
甲本 みすず（こうもと みすず）
声 - 杉浦奈保子
硯谷女学園小学部6年生でミニバス部所属。攻守ともに優れた縁の下の力持ち。ポジションはPG（ポイントガード）。背番号は6。
矢作 蘭（やはぎ らん）
声 - 西口杏里沙
硯谷女学園小学部6年生でミニバス部所属。ディフェンスはチーム一。背番号は7。
橘 百江（たちばな ももえ）
声 - 持月玲依
硯谷女学園小学部6年生でミニバス部所属。ポジションはPF（パワーフォワード）。背番号は8。
奥田 伸江
声 - 巽悠衣子
硯谷女学園小学部6年生でミニバス部所属。背番号は9。
中野 夢
声 - 山崎はるか
硯谷女学園小学部6年生でミニバス部所属。背番号は10。
北野 若菜
声 - 小澤亜李
硯谷女学園小学部6年生でミニバス部所属。背番号は11。
都大路 綾（みやこおおじ あや）
声 - 原由実
硯谷女学園小学部5年3組。ミニバス部所属。背番号は12。ポジションはC（センター）。高校生の麻奈佳を身長で数cm上回る体格。元々は体操部のホープだったが急に背が伸びたことでスランプに陥っていたところに、ミニバス部からの誘いを受け、夏休みの合同合宿の後に入部。ミニバス部でも結果が出せずに悩んでいたが、同じように背の高い愛莉からアドバイスをもらい慕うようになる。
葦原 怜那（あしはら れな)
声 - 長谷川明子
硯谷女学園小学部5年2組。ミニバス部所属。背番号は13。自分の実力を鼻にかけた自己中心的な性格で、未有と喧嘩をしてチームを飛び出していたため夏休みの合同合宿には参加していない。気に入らないことがあるとすぐに練習を早退するのでバスケ歴は浅く技術面ではほぼ素人同然で身体能力頼みだが、バスケのセオリーを無視した変則的なドライブを多数習得している他、試合中にバスケの動きをマスターし、一度見た技をあっさり真似るなど「憎らしいほどバスケットボールの神様に愛されている」と昴に言わしめるほどの才能の持ち主。チームメイトも実力を認めて成長してエースになって欲しいという気持ちから不満を口にしていない。
野火止 初恵（のびどめ はつえ）
声 - 川澄綾子
硯谷女学園小学部ミニバス部の顧問で麻奈佳の姉。合同合宿に来た慧心女バスを冷遇するなど非常に融通の利かない性格に見えるが、麻奈佳の怪我に心を痛めており、チームの勝利を通してバスケに前向きになってほしい一心で麻奈佳をコーチにするも、結果や効率を優先したため、互いの気持ちがかみ合わず周囲に対しても頑なになってしまった。作中の会話からバスケ経験者であることが窺える。
作者によれば、野火止という姓は埼玉県新座市にある地名から拝借したとされる。
野火止 麻奈佳（のびどめ まなか）
声 - 佐藤聡美
硯谷女学園高等部2年生でバスケ部所属。中等部時代から嘱望された選手だがインターハイ予選で右膝靭帯断裂および同半月板損傷の重傷を負い、根治未定の松葉杖を必要とする生活を強いられることになるも、休部中に小学部ミニバス部の臨時コーチを受けるなどして、前向きに捉えようとしている。姉御肌の気さくな性格で、バスケ部の合同合宿では態度の冷たい顧問の姉に代わって慧心女バスの世話を担った。自分の部活ができずにコーチをしている、自らと似た境遇の昴に親近感を覚える。また合宿に同行した葵と仲良くなり、葵が昴に恋愛感情を抱いていることに気づいて、葵に色々なアドバイスをしたり、お節介をやいたりしている。一方で試合前に昴が悩んでいる紗季を励ましている姿を、「昴が紗季を口説いている」と勘違いして落ち込む葵を時間をかけて説得し、あらぬ誤解を解かせるなど常識的な部分も持っている。

### 家族関係

#### 長谷川家
庭にはバスケットゴールが設置されており、昴や智花の練習に使用される。
長谷川 七夕（はせがわ なゆ）
声 - 能登麻美子
昴の母で美星の姉。非常に温和でおっとりとした性格。重度のうっかり屋で些か世間一般とズレている面がある。高校生になる息子や夫を「くん」付けで呼んでいる。あまり細かいことを気にしないため度々息子から突っ込まれている。
料理が得意で何か良いことがあったりすると、たくさん料理を作ったりする。年齢が離れた妹である美星を大変可愛がっていて、家に来た際は食事などを作って世話を焼き甘やかす傾向があり、昴が邪険に扱うと悲しんで高確率で料理を失敗するなどのトラブルを起こす。銀河とは未だに仲睦まじいため、息子と妹が夫に対して対抗心を燃やしているとふくれっ面になる。
もてなし好きで女バスメンバーが長谷川家を訪れることを喜んでおり、彼女たちからも懐かれている。智花の母親である花織とは気が合うようで、初対面から意気投合し仲良くなった。
長谷川 銀河（はせがわ ぎんが）
声 - 子安武人
昴の父。大学の准教授で地質学を研究している。数年前から海外での発掘プロジェクトを任されており、単身赴任の生活を続けている。妻である七夕とは未だにラブラブで彼女のことを「なゆなゆ」と呼ぶほどのバカップルぶりを披露して昴や美星を呆れさせている。性格は良く言えば大らか、悪く言えば大雑把で細かいことを気にしない自由人で、小学生時代の昴やミミに対して手加減なしの全力全開で挑むなど、大人気がない部分がある。七芝高校バスケ部のOBで、当時から強豪で絶対王政を敷いていた伊戸田商業高校をインターハイ予選で破り県優勝を成し遂げた「伝説のエース」。186cmの体格に強靭なフィジカルを生かしたペネトレイトで相手ディフェンスを切り裂く姿から「空飛ぶ冷凍マグロ」の二つ名を持つ。「生涯現役プレイヤー」を自負しており、コーチとしての指導力は息子の方が上であると認めている。ポジションはPF（パワーフォワード）。

#### 湊家
純和風の平屋建築で、茶道と日本舞踊の稽古場も内包している。殆どの部屋が和室であるが、智花の部屋は洋式に改装されている。
湊 花織（みなと かおり）
声 - 内山夕実
智花の母で日本舞踊の先生。小柄で大変若々しく娘である智花と並んだ姿は姉妹とみられるほど。智花が一番好きなことをやっていてくれることを願っていて智花がバスケをすることを応援している。所用の際に長谷川家を訪問し、初対面から七夕と意気投合した。娘の智花と同じく見た感じは清楚な印象を持つが恋愛話などが大好きで昴と娘の関係を微笑ましく思っており、その仲を応援している節がある。
湊 忍（みなと しのぶ）
声 - 置鮎龍太郎
智花の父で茶道の先生。容姿は眼鏡をかけた痩せ型の体型。智花の前の学校での一件や、バスケに対する理解不足による偏見から、娘がバスケをすることを快く思っていない。

#### 三沢家
資産家で、丘一つまるまる立地のリゾートホテルと見紛う屋敷にはプールやバスケットゴール付きのテニスコートがある。県内の南端にある観光地に別荘を所有している。
三沢 風雅（みさわ ふうが）
声 - 丹沢晃之
真帆の父で世界的なファッションデザイナー。有名服飾ブランド「ForM」を展開している。非常に明るく気さくな人柄。スレンダーな長身に小洒落たスーツに身を包み、長髪を後ろで結んでいる。仕事柄出張が多く、家を空けがちにしている。真帆のためにメイド服を作ったりせがまれてバスケのゴールをすぐに用意するなど紗季からは「娘に甘い」と言われており、真帆だけでなく女バスメンバーに浴衣や帽子などを作ってプレゼントしている。娘に対してメイド服や「妹」のロマンを語ったり、娘の友達の水着姿の撮影を出来なかったことを残念がるなどのお茶目な一面も持つ。
三沢 萌衣（みさわ めい）
真帆の母親。上品で理知的な佇まいな人柄。躾には厳しく真帆から天敵と恐れられている。また風雅を諌め、メイドの指導も行うなど三沢家で一番立場が強い。夫の趣味でメイド服を着用しているため、昴は初対面時に真帆の母だと気づかなかった。ドラマCDでは娘に対して結婚生活の大変さを説いた。アニメ版は、ストーリーの関係により未登場。
久井奈 聖（くいな ひじり）
声 - 佐倉綾音
三沢家のメイドで真帆の世話係。ダークブラウンの長いワンレングスヘアに柔和な顔立ちで毅然としている。丁重な口調で職務を忠実にこなす優秀な人物だが、昴たちを真帆がつけたあだ名で呼んだり、真帆の悪ノリに協力するなどくだけた印象もある。芯が強い雰囲気を出していて、その部分が真帆の我儘をいなすことが出来る最適な人材であるとされている。

#### 永塚家
家屋が同居している3階建ての建物でお好み焼き屋「なが塚」を経営している。「すずらん通り商店街」では有名で、タウン誌での人気投票で1位を獲得している。この店の常連客には真帆たちは「エンジェルズ」と呼ばれている。
永塚 亜季（ながつか あき）
声 - 伊藤美紀
紗季の母。何も無い所で転ぶ特技の持ち主で、「亜季さん」と呼ばれて店の名物にもなっていて人気者となっている。紗季はその姿を恥ずかしがっており、その姿を見た昴は紗季にシンパシーを感じ「親のうっかり具合なら負けない自信がある」と述懐した。
紗季の父
声 - 山野井仁
本名不明。「なが塚」の店主で、自らも厨房に立つ。落ち着いた印象の男性。常連客からは「旦那」と呼ばれている。

#### 袴田家
アニメの描写では一般的な一軒家の模様。
袴田夫妻（はかまだふさい）
ひなたとかげつの両親。母親はひなたより髪のウェーブがやや強めで大学生くらいに見える。父親は細身で背が高く心配性な性格で、昴からは体格と性格がかげつに遺伝していると評されている。
共働きで二人共仕事に出ているため、帰りが遅くなることがあるらしい。夏合宿前にひなたがかげつと喧嘩して長谷川家に家出した際は、「コーチさんのご家族になにとぞお礼を伝えておいてください」という旨の伝言を美星に言付けて外泊を許可している。

#### 香椎家
家から歩いて数分の距離にあるスポーツクラブを経営している。利用客はお年寄りが多いため、朝早めに開館する代わりに閉館時間を早くしている。香椎兄妹は閉館後に施設の器具を利用してトレーニングを行っている。
香椎夫妻（かしいふさい）
愛莉と万里の両親。
父親は筋骨隆々で大柄な容姿。高校時代は野球部に所属しエースで4番を務め、現在はスポーツトレーナーの仕事をしている。母親は引き締まったプロポーションが特徴で、高校時代はテニス部だった。愛莉のことで悩んでいた万里が食べ物を残した際には大騒ぎをした。

#### 藤井家
「すずらん通り商店街」で高級寿司店「寿し藤」を経営している。高級店であるためタウン誌での人気投票では「なが塚」に首位を譲っており、雅美が紗季を敵視する要因となっている。
雅美の父
本名不明。「寿し藤」の親方。職人気質の厳格な人物だが、雅美達が祭の出店でメイン食材を駄目にした時は事情を察し、別メニューで客に料理を提供したことを褒めている。
藤井 都（ふじい みやこ）
雅美の母。紗季の母・亜季の大学の先輩で仲が良く、娘同士の仲を案じている。

### その他の人物
須賀 竜一（すが りゅういち）
声 - 浅沼晋太郎
伊戸田商業高校1年生。昨年の中学総体県大会の決勝で昴の率いる桐原中を下し、全国に駒を進めた志津野中のエースで県大会のMVPプレイヤー。独特の気迫を前面に出したプレーで全国でもその名を轟かせ、高校でも1年にしてベンチ入りを果たそうとしている。自身の闘争心による迫力から繰り出されるジャブステップが得意技で、中学時代の昴は一度も止めることが出来なかった。自分と同じバスケプレイヤーに対して傲岸不遜な性格で、典型的なワンマンプレイヤーであり、チームメイトに対して力で押さえつけ駒のように扱う。ある意味でチームプレイを重んじる昴とは対極的なプレイスタイルを取っている。昴の実力を認めているものの、昴が伊戸田商業からのスカウトを蹴って七芝に進学したことに憤りを感じている。
四ッ谷 奈那（よつや なな）
声 - 下田麻美
竜一の従妹で中学1年生。両親が海外旅行の間須賀家で世話になるために眞弓と共に美南市にやってきた。武者修行と称してやりたい放題するなど竜一ですら手を焼くほどの我侭娘で、自身のことを「中学バスケ界のサラブレッド」と称する。昴の見立てでは中学生にしてはソコソコのレベルであるらしい。
尾高 眞弓（おだか まゆみ）
声 - 巽悠衣子
奈那の友人で中学1年生。いつも奈那に振り回されつつも、常に何を考えているか分からないような表情でいる。バスケの実力は竜一に「そこそこの曲者」と言わしめるほどのもので、同年代としては背が高くて立派な骨格を持ち、それに伴う威圧感と体格を活かしたパワープレイを得意とする。
楢山 啓太（ならやま けいた）
昴の中学時代のチームメイト。軽い性格のお調子者。久しぶりの電話で開口一番に休部の件で昴をおちょくって怒らせた。昴たちとは別の高校に進学し、バスケ部に橋田中出身者がいたことから、昴たちの同好会に加わることを希望していた万里を紹介する。アニメ版には未登場。
スペード少佐
本名不明。「KYOTO映画村」で行われたヒーローショーの悪役を演じた男性で、スペード型の覆面を付けている。風雅による訓練のためにバイトとして雇われ、ハートウーマン軍曹と組んで昴と葵のコンビと勝負することになる。個の実力では昴たちを上回っていたものの、熟練した二人のコンビプレーの前に敗れた。正体は京都にあるバスケの強豪大学に所属する大学1年生で、ポジションはSG（シューティングガード）。アニメ版には未登場。
ハートウーマン軍曹
本名不明。「KYOTO映画村」で行われたヒーローショーの悪役を演じた女性で、ハート形のサングラスをかけている。スペード少佐と同様に訓練のためにバイトとして雇われる。正体はスペード少佐とは別の京都にあるバスケの強豪大学に所属する大学1年生で、ポジションはSG（シューティングガード）。アニメ版には未登場。
池田夫婦（いけだふうふ）
声 - 飯島肇（夫） / 片貝薫（妻）
短編「慧心がーるず・とらべりんぐ!」にて登場。幼いころの昴達が世話になった。すでに独立した息子がいる。夫の定年退職に伴い、故郷の沖縄に転居することになった。引越しの当日、美星の企みに乗った昴たちも引越しの手伝いをすることになる。

### ゲーム版オリジナルキャラクター
PSP版ゲームソフト『ロウきゅーぶ！』および『ロウきゅーぶ！ ひみつのおとしもの』にて登場するオリジナルキャラクター。
鷹代 那美（たかしろ なみ）
声 - 釘宮理恵
慧心学園初等部6年B組。校外のバスケクラブ「御園シルバーレイヴンズ」所属。無愛想できつい口調だが不器用なだけで優しい性格。
狩野 琴絵（かのう ことえ）
声 - 早見沙織
那美の幼なじみで小学6年生。校外のバスケクラブ「御園シルバーレイヴンズ」所属。穏かな性格で相手に対してきつい言い方になり誤解を招く那美をいつもフォローしている（智花たちは二人の関係が真帆と紗季だと語っている）。

## 作風・制作背景
本作は2008年に新人賞である第15回電撃小説大賞に投稿されて銀賞を受賞し、翌年に著者のデビュー作として第1巻が出版された。著者の蒼山サグは本作の執筆の経緯を、2007年の晩秋に人生に迷いを感じて四国八十八箇所を巡礼（お遍路巡り）している最中、夜の寒さや寂しさを紛らわそうとしているうちに着想を得たとし、その後本命のアイディアとは異なる習作のつもりで書き始めた作品が基になったと語っている。著者がお遍路巡りを通して悩み苦しんだ体験は、物語の序盤において主人公が抱えていた挫折や苦悩にも反映されていたという。ライトノベルでは珍しいスポーツという題材を選んだのは、著者がバスケットボールが好きで中学生時代に部活動の経験があったことや、入賞を狙う上で競争相手が少ないジャンルを狙ったためであるとしている。タイトルの由来は「籠球」（ろうきゅう。バスケットボールの和名）と「休部」（きゅーぶ）から。
本作ではロリータ・コンプレックスを題材の一部として扱っており、例えば主人公がかつて所属していたバスケットボール部が休部に追い込まれた原因も、部長と女子小学生の交際であると設定され、作中において主人公は終始このタブーを気にしている。しかし本作が電撃大賞の銀賞を受賞したのは、幼いヒロインたちの魅力を描くギャルゲー的な要素を含みつつもそれに傾倒せず、直球のスポーツものとしても読ませる内容になっていた点を評価されてのことである。著者の蒼山サグも、小学生をヒロインに設定したのは健気に頑張っている姿が読者に伝わりやすいという考えがあったと説明し、応募段階では少年漫画風のイラストをイメージしていたと述べている。一方、編集部は「『SLAM DUNK』よりも『苺ましまろ』の方が好き」であるという著者の意向をそれとなく確認した上で、可愛らしい作風のてぃんくるをイラストレーターとして選出した。その後の続刊でもイラストには試合・練習を問わず部員がバスケットボールをしている場面がほとんど描かれていない。さらに編集部が付けたキャッチコピーは「少女はスポコン! コーチはロリコン!? ハートフルなさわやかローリング・スポコメディ!」というもので、蒼山はこれを「他人の作品で見たら絶賛する」としつつも難色を示したが、結局採用された。電撃萌王ではキャッチコピーを略して「ロリコメ!」と表記している。
作中のバスケットボールの描写は、小学生の競技ではボスハンド（両手投げ）のシュートが主流であることを意識した描写がされるなど、派手なスーパープレーは基本的に登場しない方向で描かれている。一方、反則の基準が現実の小学生のバスケットボール競技よりもNBAの基準を意識したものとなっているなど、リアリティよりも娯楽小説としての面白味に重きが置かれている部分もあるという。

## 反響
本作はインターネット上を中心に『ロリきゅーぶ！』との俗称（あるいはロゴの「ウ」と「リ」を間違えたタイトル誤認）で呼ばれることもあり、著者の蒼山もTwitter上ではあえて訂正していない。また、台湾で発売された繁体字中文版のタイトルは、本作の日本語タイトルになっている籠球（バスケットボール）を意味する「篮球」（拼音: lánqiú）の語ではなく、中国語でロリコンを意味する「蘿莉控」に引っ掛けた『蘿球社！』という、『ロリきゅーぶ！』を意訳したタイトルとなっている。

## 書誌情報

### 既刊一覧
蒼山サグ（著）、アスキー・メディアワークス〈電撃文庫〉、全15巻。基本的には時系列順に刊行されるが、短編が挿入されるため、時系列がズレることがある。
| 巻数 | 初版発行日（発売日）   | ISBN              | 備考                                                               |
| ---- | ---------------------- | ----------------- | ------------------------------------------------------------------ |
| 1    | 2009年2月10日（同日）  | 978-4-04-867520-8 |                                                                    |
| 2    | 2009年6月10日（同日）  | 978-4-04-867842-1 |                                                                    |
| 3    | 2009年10月10日（同日） | 978-4-04-868076-9 |                                                                    |
| 4    | 2010年2月10日（同日）  | 978-4-04-868329-6 |                                                                    |
| 5    | 2010年6月10日（同日）  | 978-4-04-868598-6 |                                                                    |
| 6    | 2010年10月10日（同日） | 978-4-04-868924-3 | 短編集（書き下ろし「葵のぷちミッション」「みんなの願いと夏祭り」） |
| 7    | 2011年2月10日（同日）  | 978-4-04-870273-7 |                                                                    |
| 8    | 2011年7月10日（同日）  | 978-4-04-870592-9 |                                                                    |
| 9    | 2011年10月10日（同日） | 978-4-04-870963-7 |                                                                    |
| 10   | 2012年2月10日（同日）  | 978-4-04-886346-9 | 短編集（書き下ろし「決戦は遊園地!?」）                             |
| 11   | 2012年10月10日（同日） | 978-4-04-886987-4 |                                                                    |
| 12   | 2013年2月10日（同日）  | 978-4-04-891411-6 |                                                                    |
| 13   | 2013年7月10日（同日）  | 978-4-04-891795-7 | 本編完結                                                           |
| 14   | 2014年3月8日（同日）   | 978-4-04-866415-8 | 短編集（書き下ろし「温泉決戦大作戦！」）                           |
| 15   | 2015年7月10日（同日）  | 978-4-04-865192-9 |                                                                    |

全テシリーズ  著者／電撃文庫編集部（アスキー・メディアワークス発行）
| タイトル                 | 初版発行日（発売日）  | ISBN              |
| ------------------------ | --------------------- | ----------------- |
| ロウきゅーぶ! のすべて!! | 2013年1月25日（同日） | 978-4-04-891135-1 |

画集
| タイトル                                                       | 発売日        | ISBN              |
| -------------------------------------------------------------- | ------------- | ----------------- |
| てぃんくるイラストレーションズ Quintet Tea Party ロウきゅーぶ! | 2016年3月18日 | 978-4-04-891135-1 |

### 雑誌連載
| サブタイトル | サブタイトル                 | 掲載誌名                | 発売日         | 備考         |
| ------------ | ---------------------------- | ----------------------- | -------------- | ------------ |
| 1            | 智花のいちごサンデー         | 電撃文庫MAGAZINE Vol.8  | 2009年6月10日  | 第6巻に収録  |
| 2            | 愛莉のからだチェッカーズ     | 電撃文庫MAGAZINE Vol.10 | 2009年10月10日 | 第6巻に収録  |
| 3            | 紗季のお先にバースディ       | 電撃文庫MAGAZINE Vol.12 | 2010年2月10日  | 第10巻に収録 |
| 4            | ひなたとブルマのヌシ         | 電撃文庫MAGAZINE Vol.14 | 2010年6月10日  | 第10巻に収録 |
| 5            | マホラーハウスへようこそ！   | 電撃文庫MAGAZINE Vol.16 | 2010年10月10日 | 第10巻に収録 |
| 6            | 逃げ出すマホとそのサキに-。  | 電撃文庫MAGAZINE Vol.18 | 2011年2月10日  | 第10巻に収録 |
| 7            | 慧心がーるず・とらべりんぐ！ | 電撃文庫MAGAZINE Vol.21 | 2011年8月10日  | 第14巻に収録 |
| 8            | 胸さわぎの体育祭っ           | 電撃文庫MAGAZINE Vol.24 | 2012年2月10日  | 第14巻に収録 |
| 9            | こどもの国のアリス           | 電撃文庫MAGAZINE Vol.28 | 2012年10月10日 | 第14巻に収録 |
| 10           | 小学生と文化な祭り           | 電撃文庫MAGAZINE Vol.33 | 2013年8月10日  | 第14巻に収録 |

電撃萌王（アスキー・メディアワークス発行）
『びじゅあるロウきゅーぶ！』（著 - 蒼山サグ、イラスト - てぃんくる）
2009年12月号より2013年12月号まで連載された。
単行本
| タイトル                | 初版発行日（発売日）      | ISBN              |
| ----------------------- | ------------------------- | ----------------- |
| びじゅあるロウきゅーぶ! | 2014年3月27日（同日[45]） | 978-4-04-866445-5 |

## 漫画

### コミカライズ版
作画・たかみ裕紀による、原作ライトノベルの内容に準拠したコミカライズ作品が『ロウきゅーぶ！』のタイトルで『電撃G's magazine』（アスキー・メディアワークス）2010年10月号から2014年6月号まで連載後『電撃G'sコミック』に移籍して2017年3月号まで連載された。
| 巻数        | 初版発行日（発売日）   | ISBN              | 備考                   |
| ----------- | ---------------------- | ----------------- | ---------------------- |
| 1           | 2011年4月27日（同日）  | 978-4-04-870479-3 |                        |
| 2           | 2011年8月27日（同日）  | 978-4-04-870839-5 |                        |
| 3           | 2012年2月27日（同日）  | 978-4-04-886260-8 |                        |
| 4（特装版） | 2012年8月10日（同日）  | 978-4-04-886306-3 | 智花可動フィギュア付属 |
| 4           | 2012年8月27日（同日）  | 978-4-04-886262-2 |                        |
| 5           | 2013年3月27日（同日）  | 978-4-04-891436-9 |                        |
| 6           | 2013年8月27日（同日）  | 978-4-04-891842-8 |                        |
| 7           | 2014年3月27日（同日）  | 978-4-04-866382-3 |                        |
| 8           | 2014年9月27日（同日）  | 978-4-04-866888-0 |                        |
| 9           | 2015年4月27日（同日）  | 978-4-04-865122-6 |                        |
| 10          | 2015年11月27日（同日） | 978-4-04-865466-1 |                        |
| 11          | 2016年7月27日（同日）  | 978-4-04-892143-5 |                        |
| 12          | 2017年3月27日（同日）  | 978-4-04-892821-2 |                        |

### 4コマ
作画・三輪フタバによる昴と出会う前の智花たちが5年生のころを描く4コマ漫画形式の作品が『ロウきゅーぶ！ よんこま』のタイトルで『電撃萌王』（アスキー・メディアワークス）2011年6月号より2013年10月号まで連載された。
| 巻数 | 初版発行日（発売日）  | ISBN              |
| ---- | --------------------- | ----------------- |
| 1    | 2012年4月27日（同日） | 978-4-04-886568-5 |
| 2    | 2013年9月27日（同日） | 978-4-04-891933-3 |

### スピンオフ版
作画・たかみ裕紀による、原作6巻と7巻を智花視点で描くスピンオフコミックが『ロウきゅーぶ！ は〜ふたいむ』のタイトルで『電撃G's Festival! COMIC』（アスキー・メディアワークス）にVol.26から42（休刊）まで連載、最終話は『電撃G'sコミック』2015年10月号に掲載された。
| 巻数 | 初版発行日（発売日）   | ISBN              |
| ---- | ---------------------- | ----------------- |
| 1    | 2013年8月27日（同日）  | 978-4-04-891843-5 |
| 2    | 2014年9月26日（同日）  | 978-4-04-866892-7 |
| 3    | 2015年10月10日（同日） | 978-4-04-865465-4 |

## ドラマCD

### ドラマCD ロウきゅーぶ！
- 発売日 - 2011年4月1日[65]
- 規格品番 - MNCA 9047-9048（CD2枚組）
- 原作・脚本 - 蒼山サグ
- イラスト - てぃんくる
- 音響監督 - 明田川仁
- 音響効果 - 中野勝博
- 録音調整 - 安齋歩
- 録音助手 - 木澤秀昭
- キャスティング協力 - 松岡超
- 録音スタジオ - STUDIO T&T
- 音響制作担当 - 八木橋正純
- 音響制作 - マジックカプセル
- エグゼクティブプロデューサー - 小山直子
- プロデューサー - 和田敦
- 製作・発売元 - アスキー・メディアワークス

### ロウきゅーぶ！ いんたーばる
収録曲（ロウきゅーぶ！ いんたーばる1）
1. オーディオドラマ第1話 (前編)
2. まほーの「まっ!」
作詞：くまのきよみ、作曲・編曲：AKIRASTAR、歌：三沢真帆（井口裕香）
3. オーディオドラマ第1話 (後編)
4. 夕暮れ飛行船
作詞：うらん、作曲・編曲：大平勇、歌：永塚紗季（日笠陽子）

収録曲（ロウきゅーぶ！ いんたーばる2）
1. オーディオドラマ第2話 (前編)
2. 1mmちょっとのマインド
作詞：くまのきよみ、作曲：今井千尋、編曲：石崎光、歌：香椎愛莉（日高里菜）
3. オーディオドラマ第2話 (後編)
4. だいすきふわわ
作詞：うらん、作曲：cAnON、編曲：大久保薫、歌：袴田ひなた（小倉唯）

収録曲（ロウきゅーぶ！ いんたーばる3）
1. オーディオドラマ第3話 (前編)
2. My Dear...
作詞：うらん、作曲・編曲：馬場BABI一嘉、歌：湊智花（花澤香菜）
3. オーディオドラマ第3話 (後編)
4. 青じゃなくって水色
作詞：くまのきよみ、作曲・編曲：三浦誠司、歌：萩山葵（伊藤かな恵）

## テレビアニメ
2011年7月から9月までAT-Xほかにて放送された。第2期『ロウきゅーぶ！SS』は2013年7月から9月まで放送された。

## ゲーム

### コンシューマーゲームソフト
ロウきゅーぶ！
PSP用ゲームソフトとして2011年10月27日発売。原作のイラストレーター・てぃんくるのアシスタントである夢寐ありすが原画を手掛けている。
あらすじ
慧心学園初等部女子ミニバスケットボール部の面々は美南市けんこうスポーツ大会に出場することにした。そこへ、同じ学校の6年生で地域のスポーツクラブ・御園シルバーレイヴンズに所属している鷹代那美が現れ、優勝へ意気込みを見せる真帆たちにバスケをなめていると告げる。仲裁に来た美星はミニバスケットボール部と御園シルバーレイヴンズによる試合を提案するも雨で中止になり、二者の決着はスポーツ大会に持ち越された。
システム
同作は「育成パート」「会話パート」「試合パート」の3つで構成されている。また、キャラクターには「ロリ」と「スポ」のゲージが割り当てられており、育成や会話の内容によってゲージが上昇する。これらのレベルには「キャパシティ」が設定されており、「キャパシティ」を超えてしまうとゲームオーバーとなる。なお、キャパシティ」は試合に勝つことで増やせる。「試合パート」では、「パス」や「ドリブル」などのコマンドを選択して選手に指示を出していく。コマンドの成功率は入力待機時間が長いほど下降する。
オープニングテーマ『ギンギラ☆エール』
作詞 - くまのきよみ / 作曲・編曲 - AKIRASTAR / 歌 - RO-KYU-BU!(花澤香菜・日高里菜・日笠陽子・井口裕香・小倉唯)

ロウきゅーぶ！ ひみつのおとしもの
ゲーム第二弾。PSP用ゲームソフトとして2013年6月20日に発売。限定版にはOVA『智花のいちごサンデー』が同梱されている。
ファミ通の40点満点のクロスレビューでは27点だった。
あらすじ
慧心学園初等部女子ミニバスケットボール部は学園で開かれる秋の球技大会の向けて合宿し、昴もコーチとして同行する。一方、彼は過去の合宿で手に入れてしまったひなたのパンツを返却しようと考えており、部員たちの同級生である竹中も同じ考えだった。しかしいざ合宿が始まると、ほかの部員のものまでが手元に集まってしまう。
オープニングテーマ『21世紀“美”少女』
作詞 - くまのきよみ / 作曲・編曲 - AKIRASTAR / 歌 - RO-KYU-BU!
ロウきゅーぶ！ ないしょのシャッターチャンス
ゲーム第三弾。PS Vita用ゲームソフトとして2014年3月27日に発売。
ファミ通の40点満点のクロスレビューでは29点だった。
あらすじ
慧心学園初等部女子ミニバスケットボール部の面々の卒業が近い中、第二回ForM主催ミニバスケットボール大会の合宿兼卒業旅行を目的に、一同は南の島に行く。そのころ、昴は顧問の美星から部内用卒業アルバムの撮影を依頼される。
オープニングテーマ『キドキド』
作詞 - くまのきよみ / 作曲・編曲 - AKIRASTAR / 歌 - RO-KYU-BU!
- 発売・販売 - 角川ゲームス
- 企画・製作 - アスキー・メディアワークス

### ソーシャルゲームアプリ
モバイル（携帯電話）用ゲームアプリケーションとして2012年10月19日にGREE、Mobage、mixiゲームから、12月25日にpixivゲームから配信開始。
Mobageは2015年4月2日に配信終了している。
- サービス提供 - ニジボックス

### アーケードゲーム
電撃文庫 FIGHTING CLIMAX
様々な電撃文庫の登場人物たちが集結してバトルを繰り広げる対戦格闘ゲーム。本作からは使用キャラとして智花（技などで真帆、紗季、ひなた、愛莉も登場）、サポートキャラとしてイノセント・チャーム（ひなたの幻）が登場する。

## その他
モバイル
2011年12月9日にBIGLOBEによるカードコレクションアプリ『嫁コレ』（「ロウきゅーぶ！“湊智花”」）が配信。同年12月16日に「三沢真帆」、2012年1月4日に「袴田ひなた」、2013年1月4日に「永塚紗季」、同年1月15日に「香椎愛莉」が追加された。ほか、2011年12月27日にBIGLOBEによるロウきゅーぶ！めざましアニメアプリ「湊智花」「三沢真帆」「袴田ひなた」が配信。
なお、アスキーメディアワークスによりライブ壁紙 、Wallpaperといったきせかえコンテンツの利用が配信サイトにて提供されている。
食品
2014年2月14日から数量限定で、ロウきゅーぶ!の智花をリーダーに電撃文庫の人気キャラクター5人をそれぞれパッケージにした森永製菓の製品であるチョコレート『DARS』が発売された。電撃文庫と『DARS』がともに生誕20周年を迎えることから実現した企画の第2弾の商品である。
朗読
2021年4月15日にYouTubeで配信している公式電撃文庫チャンネルの電撃文庫を声優が朗読する企画『電撃文庫朗読してみた』に花澤香菜による本作の朗読が登場した。動画時間は作品によるが、本作の場合は約7分である。